# Manoir de Kolga
Le manoir de Kolga (estonien : Kolga mõis), anciennement manoir de Kolk (allemand : Herrenhaus Kolk) est un château du nord de l’Estonie situé dans le village de Kolga (anciennement : Kolk) appartenant à la commune de Kuusalu (anciennement : paroisse de Kusal) dans la région d’Harju (anciennement district d’Harrien).

## Histoire
C’est au XIIIe siècle que l’endroit a été mentionné sous le nom de Põdratut, devenu en 1488 Purckell. Ses terres sont données par le roi de Danemark aux moines cisterciens qui construisent un domaine sous le nom de villa Kolco en 1290 qui appartient à l’abbaye de Roma (Sancta Maria de Gutnalia in Roma), jusqu’à sa dissolution en 1532. Puis il appartient à la couronne du Danemark après que les biens de l’Église sont démantelés. Les bâtiments souffrent de la guerre de Livonie et sont presque entièrement détruits quand le roi de Suède en fait don à Pontus de La Gardie en 1581. C’est à la fin du XVIIe siècle que le domaine passe par mariage  à la famille von Stenbok qui le garde jusqu’en 1940, lorsqu’elle doit fuir l’avancée de l’Armée rouge chassant les armées de la Wehrmacht.
Les descendants de la famille obtiennent le droit de retrouver leur propriété en 1993. Celle-ci est en piteux état, mais un hôtel-restaurant est peu à peu installé dans les immenses écuries du château. Le château lui-même est surtout consacré à un musée d’histoire, le musée de Kolga, avec un restaurant.

## Architecture
Les restes des bâtiments cisterciens sont démolis en 1626 pour construire un nouveau manoir qui devient un château de pierres en 1642. Il est entièrement reconstruit entre 1765 et 1768 en style baroque et réaménagé encore en 1820 en style néoclassique, tel qu’on le voit actuellement ; on y ajoute en effet deux ailes et un étage supérieur. Le milieu de la façade est agrémenté d’un portique hexastyle dorique imposant. Ses colonnes soutiennent un fronton à la grecque avec en son milieu les armoiries de la famille.
Divers bâtiments agricoles entourent le château depuis le XVIIIe siècle.

## Galerie

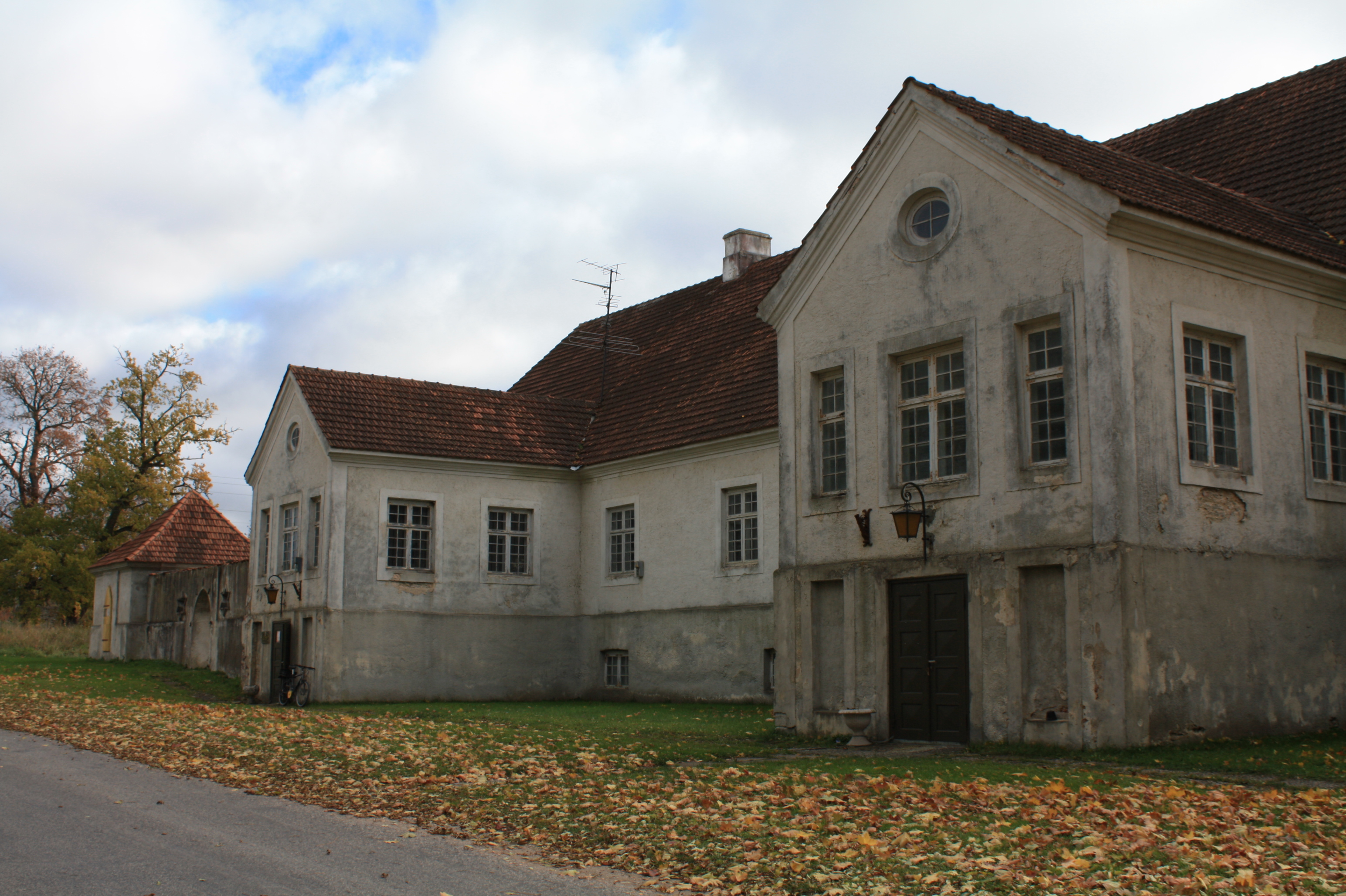
Ancienne maison de l’intendant du domaine.
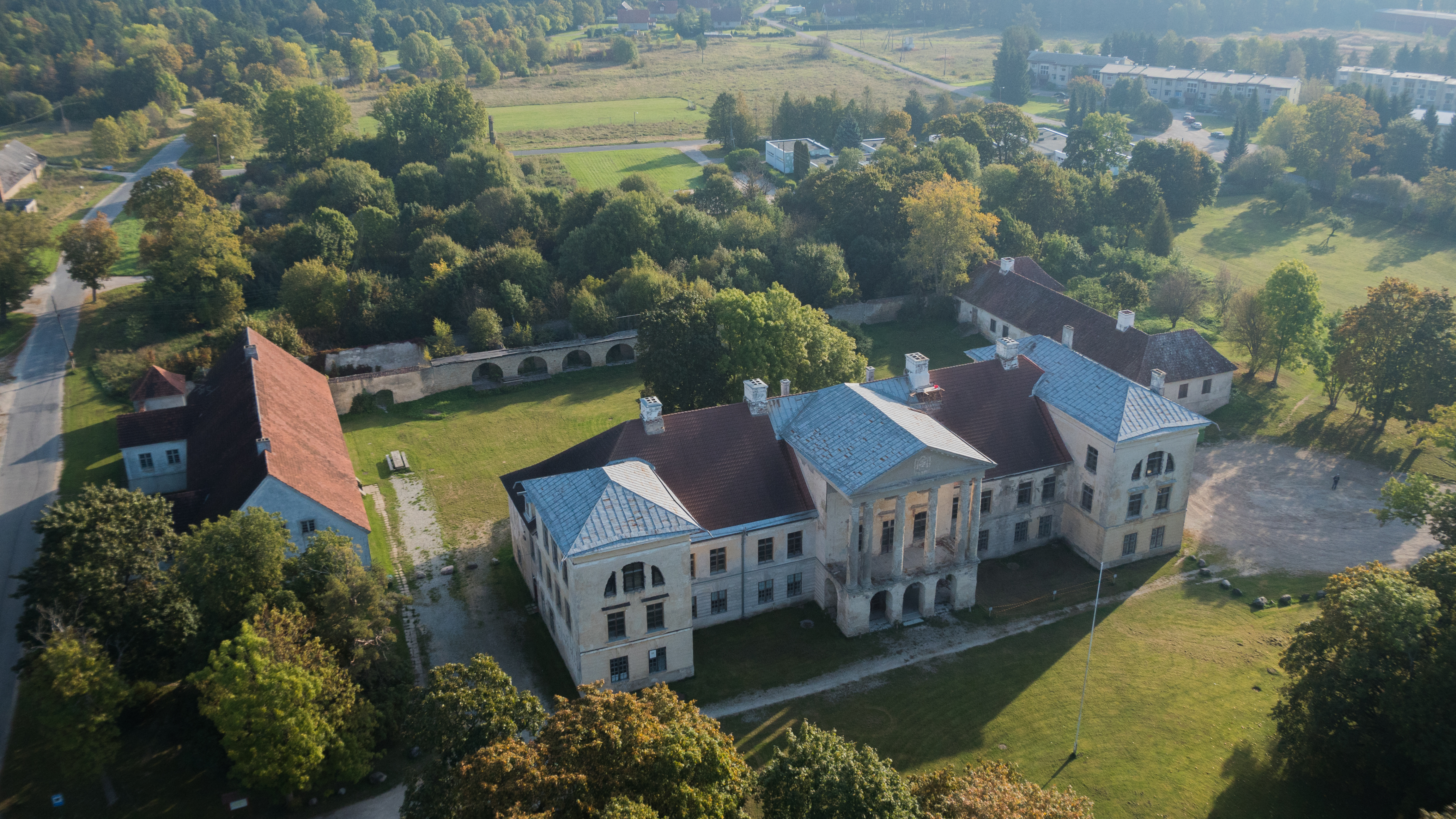
Vue plongeante sur le manoir